# Misionáři svatého Karla
Misionáři svatého Karla (Congregatio Missionariorum a S. Carolo, C.S.; někdy také Skalabriniáni) je Řeholní kongregace kleriků papežského práva, založená roku 1867 piacenzským biskupem bl. Scalabrinim jako misionářská společnost zabývající se pastorací migrantů.

## Stručná historie
V roce 1867 Mons. Giovanni Battista Scalabrini, biskup Piacenzy, založil v Piacenze misionářskou kongregaci, která směla pečovat o početné italské migranty v zahraničí. Jeho iniciativu schválil v roce 1887 papež Lev XIII., v roce 1888 schválila Kongregace de propaganda fide provizorně první statuta. Dnes se kongregace věnuje pastorační péči o všechny migranty, nejenom italské.

## Seznam generálních představených
- Giovanni Battista Scalabrini (1887–1905)
- Domenico Vicentini (1905–1919)
- Pacifico Chenuil (1919–1923)
- Gaetano de Lai (1924 – 24. Oktober 1928)
- Carlo Perosi (1928–1930)
- Raffaele Carlo Rossi, OCD (1930–1948)
- Adeodato Giovanni Piazza, OCD (1948–1951)
- Francesco Prevedello (1951–1957)
- Raffaele Larcher (1957–1963)
- Giulivo Tessarolo (1963–1969)
- Renato Bolzoni (1969 – 22. April 1974)
- Giovanni Simonetto (1974–1980)
- Sisto Caccia (1980–1992)
- Luigi Valentino Favero (1992 – 11. August 2000)
- Isaia Birollo (2001–2007)
- Sérgio Olivo Geremia (2007-2018)
- Leonir Chiarello (od 2018)